# Cristobalit
Cristobalit ist ein eher selten vorkommendes Mineral und eine natürlich auftretende Hochtemperatur-Modifikation des Siliciumdioxids (SiO2). Chemisch betrachtet ist das Mineral damit eine kristalline Form von Anhydrid der Kieselsäure. Cristobalit selbst existiert in zwei Modifikationen, tetragonaler α-Cristobalit (Tiefcristobalit) und kubischer β-Cristobalit (Hochcristobalit), die strukturell sehr eng miteinander verwandt sind. Letztere kristallisiert in einer vom Diamant abgeleiteten Struktur und ist damit auch vergleichbar mit der Kristallstruktur der Zinkblende (ZnS).

## Etymologie und Geschichte
Die Erstbeschreibung von Cristobalit geht auf Gerhard vom Rath aus dem Jahr 1884 zurück. Der Name leitet sich von der Typlokalität in der Nähe von San Cristóbal (Chiapas, Mexiko) ab. Die erste Strukturaufklärung von Cristobalit mit Hilfe der Röntgenbeugung erfolgte 1925.
Da der Cristobalit bereits lange vor der Gründung der International Mineralogical Association (IMA) bekannt und als eigenständige Mineralart anerkannt war, wurde dies von ihrer Commission on New Minerals, Nomenclature and Classification (CNMNC) übernommen und bezeichnet den Cristobalit als sogenanntes „grandfathered“ (G) Mineral. Die seit 2021 ebenfalls von der IMA/CNMNC anerkannte Kurzbezeichnung (auch Mineral-Symbol) von Cristobalit lautet „Crs“.

## Klassifikation
In der zuletzt 1977 überarbeiteten 8. Auflage der Mineralsystematik nach Strunz gehörte der Cristobalit zur Mineralklasse der „Oxide und Hydroxide“ und dort zur Abteilung „MO2- und verwandte Verbindungen“, wo er zusammen mit Quarz, Hochcristobalit, Hochquarz, Hochtridymit und Tridymit sowie im Anhang mit Melanophlogit die „Quarz-Tridymit-Cristobalit-Gruppe“ mit der Systemnummer IV/D.01a innerhalb der „SiO2-Familie“ (IV/D.01) bildete.
In der zuletzt 2018 überarbeiteten Lapis-Systematik nach Stefan Weiß, die formal auf der alten Systematik von Karl Hugo Strunz in der 8. Auflage basiert, erhielt das Mineral die System- und Mineralnummer IV/D.01-030. Dies entspricht ebenfalls der Abteilung „Oxide mit dem Stoffmengenverhältnis Metall : Sauerstoff = 1 : 2 (MO2 und verwandte Verbindungen)“, wo Cristobalit zusammen mit Bosoit, Chibait, Coesit, Lechatelierit, Melanophlogit, Mogánit, Opal, Quarz, Seifertit, Stishovit und Tridymit die „Quarzreihe“ mit der Systemnummer IV/D.01 bildet.
Auch die von der International Mineralogical Association (IMA) zuletzt 2009 aktualisierte 9. Auflage der Strunz’schen Mineralsystematik ordnet den Cristobalit in die Abteilung Oxide mit dem Stoffmengenverhältnis „Metall : Sauerstoff = 1 : 2 und vergleichbare“ ein. Diese ist allerdings weiter unterteilt nach der relativen Größe der beteiligten Kationen, der Kristallstruktur und/oder chemisch verwandten Verbindungen, die zu „Familien“ zusammengefasst wurden. Das Mineral ist hier entsprechend seiner Zusammensetzung in der Unterabteilung „Mit kleinen Kationen: Kieselsäure-Familie“ zu finden, wo es als einziges Mitglied eine unbenannte Gruppe mit der Systemnummer 4.DA.15 bildet.
In der vorwiegend im englischen Sprachraum gebräuchlichen Systematik der Minerale nach Dana sind die Minerale bevorzugt nach ihrer Kristallstruktur geordnet. Da beide Cristolbalit-Modifikationen aus über alle vier Ecken verknüpften [SiO4]-Tetraedern aufgebaut sind, bei der sich für Silicium eine Koordinationszahl von 4 und für Sauerstoff von 2 ergibt, ist das Mineral hier in der Klasse der „Silikate“, genauer der Abteilung „Gerüstsilikatminerale“ zu finden. Dort bildet Cristobalit mit der System- und Mineralnummer 75.01.01.01 als einziges Mitglied eine unbenannte Gruppe mit der Systemnummer 75.01.01 innerhalb der Unterabteilung „Gerüstsilikate: tetraedrisches Si-Gitter, SiO2 mit [4]-koordiniertem Si“.

## Kristallstruktur
Cristobalit bildet sich bei Temperaturen oberhalb von 1470 °C und liegt bei Standardbedingungen als metastabiler α-Cristobalit vor. Die Tieftemperaturform α-Cristobalit (Tiefcristobalit) wandelt sich bei Temperaturen von ca. 240–275 °C (abhängig von der Reinheit) in die Hochtemperaturform β-Cristobalit (Hochcristobalit) um. Die höhere Symmetrie des β-Cristobalit kommt dabei durch eine gekoppelte Drehschwingung der [SiO4]-Tetraeder zustande, wodurch sich der Bindungswinkel der Si-O-Si-Bindungen von 147° im tetragonalen α-Cristobalit in 180° ändert. Streng genommen ist die höhere Symmetrie nur eine Momentaufnahme der fortdauernden Schwingungen der Tetraeder, die gemittelt die kubische Symmetrie ergibt. Unterhalb von ca. 240 °C frieren die Schwingungen ein und die niedrigere tetragonale Symmetrie ist beobachtbar.

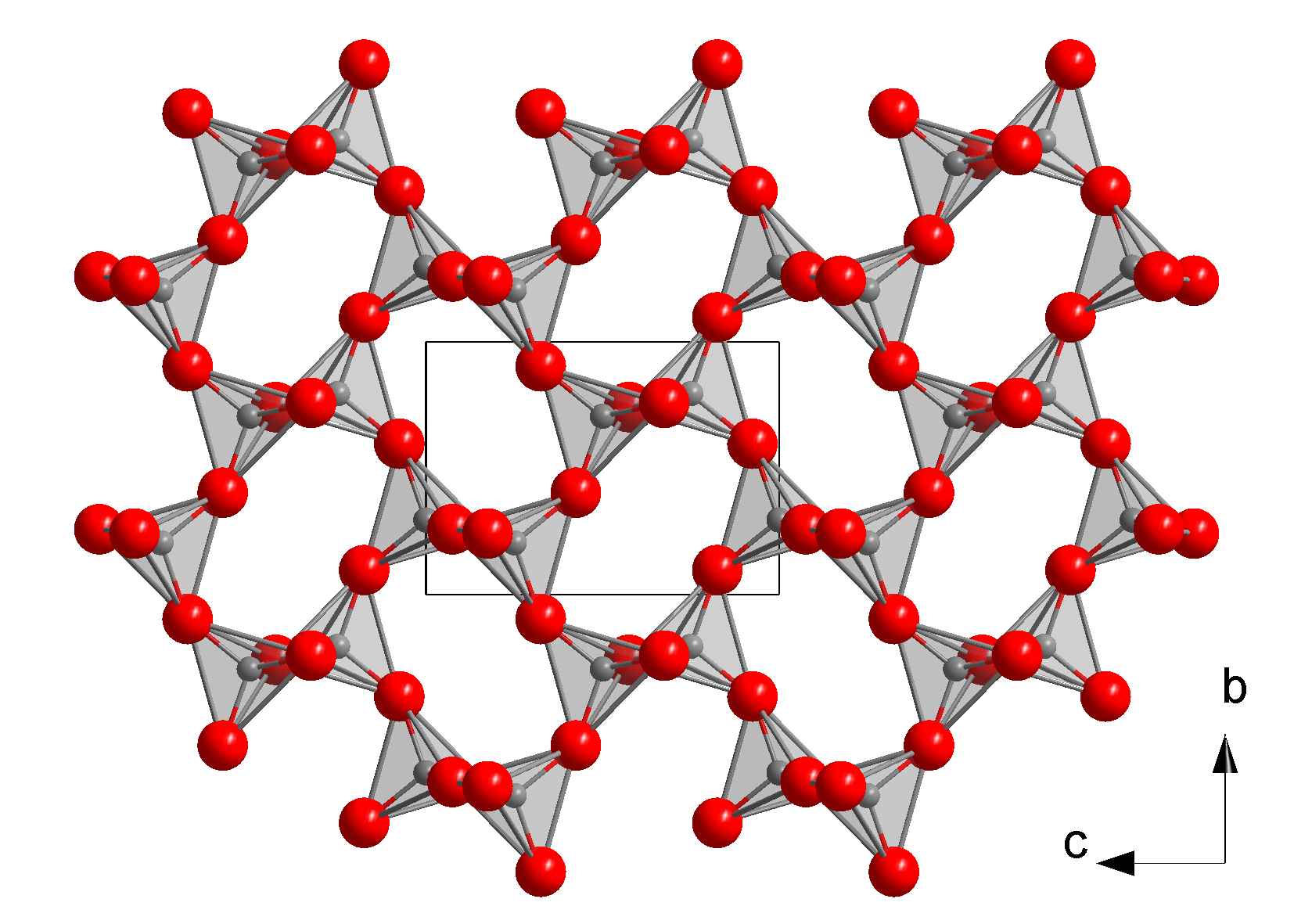
Kristallstruktur des tetragonalen α-Cristobalits mit Blick entlang der a-Achse
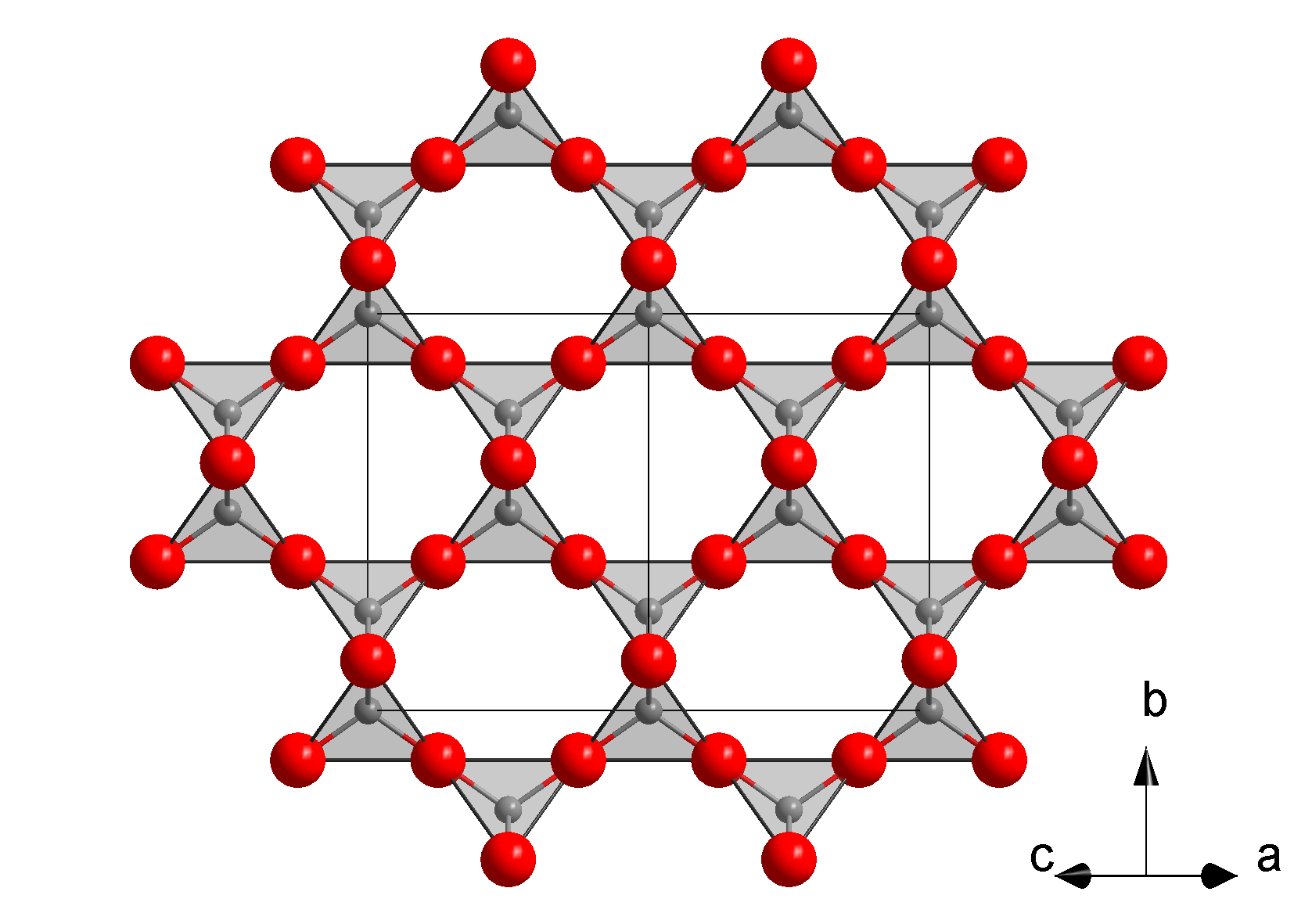
Kristallstruktur des kubischen β-Cristobalits. Die [SiO4]-Tetraeder sind verglichen mit α-Cristobalit anders zueinander verdreht, wodurch die höhere Symmetrie entsteht.
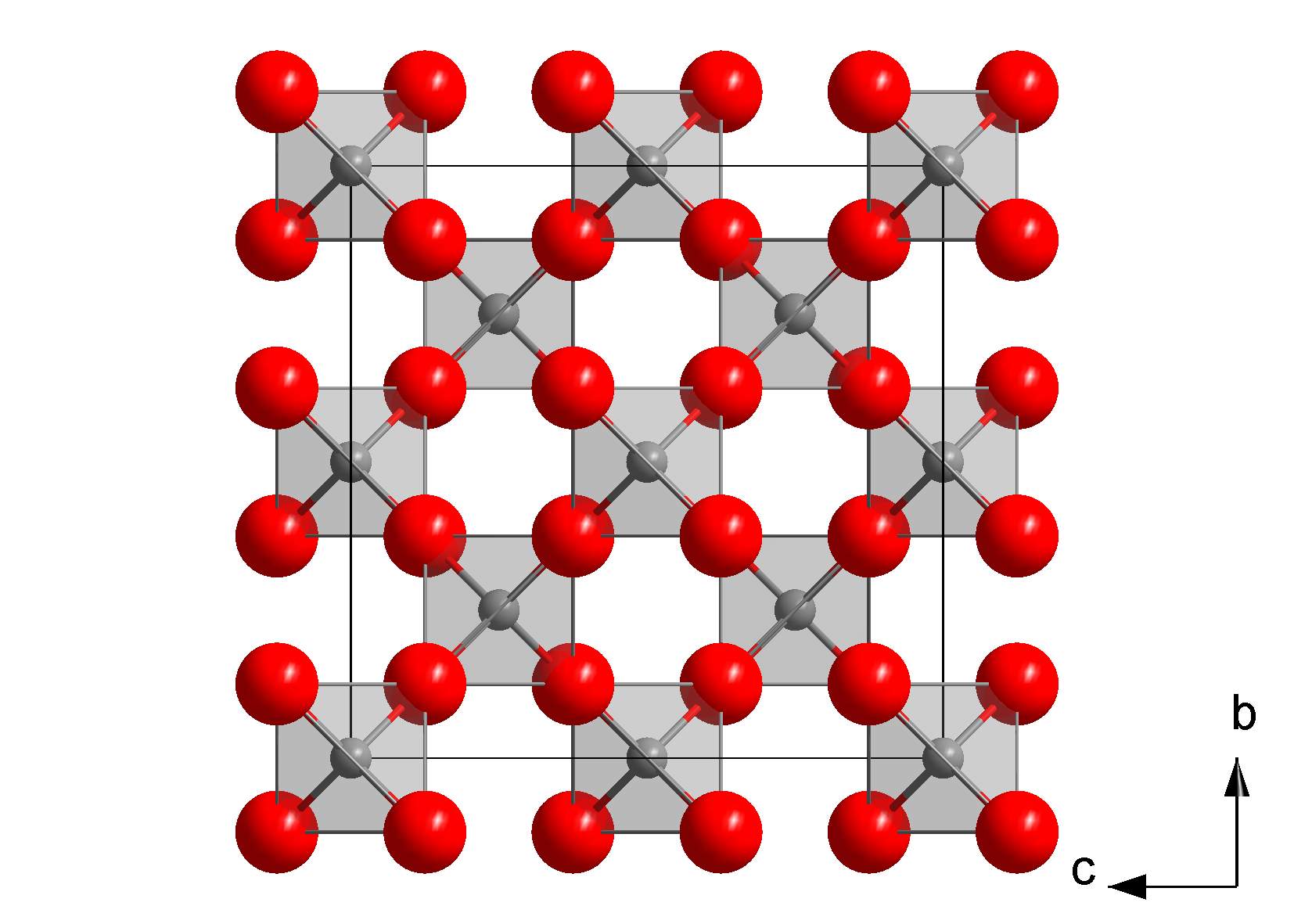
Idealisierte Elementarzelle des β-Cristobalits. Die [SiO4]-Tetraeder führen in Wirklichkeit fortdauernde Schwingungen aus.

## Eigenschaften
Der Schmelzpunkt von Cristobalit beträgt 1713 °C.
Im Dünnschliff unter dem Mikroskop zeigt Cristobalit noch schwächere Licht- und Doppelbrechung als Quarz. Ersteres führt zu einem negativen Relief gegenüber stärker lichtbrechenden Mineralen, das Zweite zu blassen Grautönen bei der Beobachtung unter gekreuzten Polarisatoren. Ein markantes Merkmal ist häufig die sogenannte „Ballenstruktur“: Bei der Umwandlung von Hoch- in Tief-Cristobalit tritt eine Volumenverminderung um etwa 7 % auf, was zur Ausbildung charakteristischer Kontraktionsrisse führt, die das Mineralkorn in rundliche Bruchstücke („Ballen“) zerteilen.

## Modifikationen und Varietäten
Cristobalit existiert in zwei Modifikationen, dem tetragonalen α-Cristobalit (Tiefcristobalit) und dem kubischen β-Cristobalit (Hochcristobalit).
Beide Strukturen bestehen aus eckenverknüpften [SiO4]-Tetraedern, die sich nur darin unterscheiden, dass die Tetraeder leicht unterschiedlich zueinander verdreht sind. Die kristallographischen Daten beider Modifikationen sind in der Tabelle angegeben.
| Kristallographische Daten für Cristobalit | Kristallographische Daten für Cristobalit | Kristallographische Daten für Cristobalit |
| ----------------------------------------- | ----------------------------------------- | ----------------------------------------- |
| Modifikation                              | α-Cristobalit                             | β-Cristobalit                             |
| Alternativname                            | Tiefcristobalit                           | Hochcristobalit                           |
| Kristallsystem                            | tetragonal                                | kubisch                                   |
| Kristallklasse                            | tetragonal-trapezoedrisch; 422            | hexakisoktaedrisch; 4/m32/m               |
| Raumgruppe                                | P41212 (Nr. 92)                           | Fd3m (Nr. 227)                            |
| Gitterparameter                           | a = 4,98 Å c = 6,95 Å                     | a = 7,1315 - 7.166 Å                      |
| Zahl der Formeleinheiten (Z)              | 4                                         | 8                                         |

Als einzige bisher bekannte Varietät wird der knollig-traubig bis faserig entwickelte Lussatit genannt. 

## Bildung und Fundorte

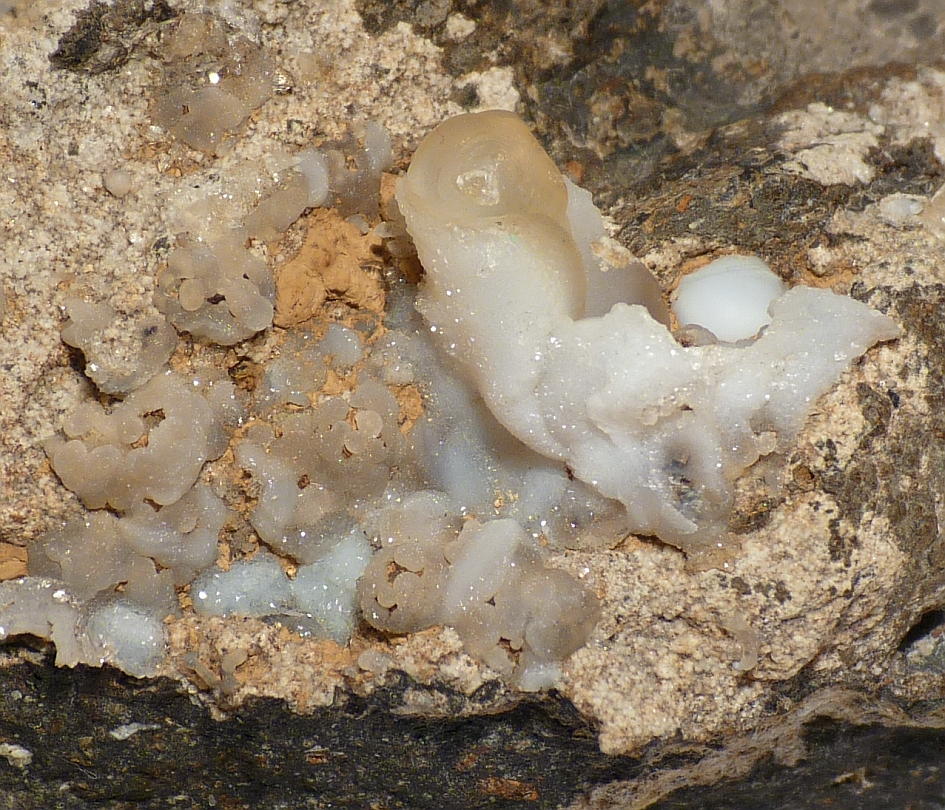
Gelartiger Cristobalit aus Sarliève, Cournon-d’Auvergne, Auvergne, Frankreich (Sichtfeld 3 mm)

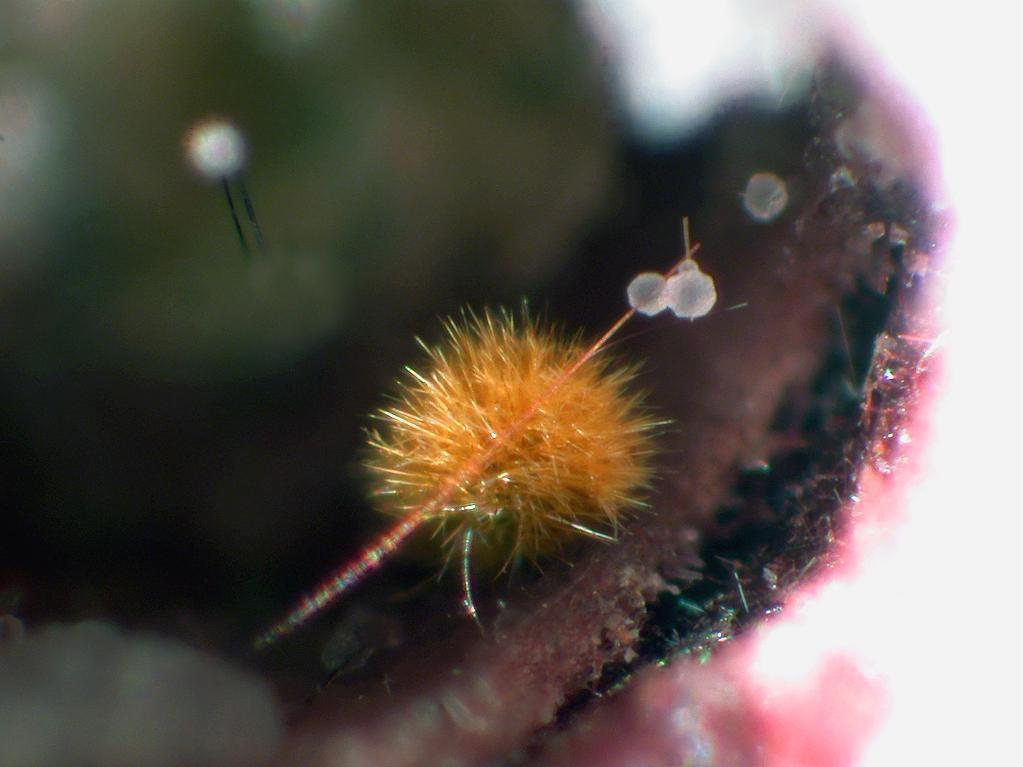
Mikrokristalline Paragenese aus Pseudobrookit (gelber Sphärolith), Hämatit (rötliche Nadel) und Cristobalit (weiße Kügelchen an der Hämatitnadel) vom Berg Wannenköpfe bei Ochtendung, deutsche Vulkaneifel

Cristobalit ist als primärer Bestandteil der Grundmasse von SiO2-reichen Vulkaniten bekannt, aber selten. Häufiger tritt er als Neubildung bei der Entglasung saurer vulkanischer Gläser wie Obsidian oder glasreichem Rhyolith auf. Als metamorphe Neubildung tritt Cristobalit etwa in SiO2-reichen Bildungen der Sanidinit-Fazies, wie etwa manchen Buchiten, aber auch in Impaktiten auf. Daneben bildet er einen röntgenographisch nachweisbaren Bestandteil mancher Opale.
Von Cristobalit sind 372 Fundorte bekannt.
In Deutschland ist eine Vielzahl von Fundorten bekannt. Die meisten von ihnen liegen in Rheinland-Pfalz im Eifel-Gebirge, andere Fundorte in Rheinland-Pfalz sind der Königsberg bei Wolfstein im Nordpfälzer Bergland oder bei Braubach im Rhein-Lahn-Kreis. In Bayern gibt es einen Fundort im Fichtelgebirge, in Schwaben und in der Oberpfalz. Auch in Hessen gibt es drei Fundorte. In Nordrhein-Westfalen gibt es zwei Fundorte bei Aachen und einen im Sauerland. In Sachsen gibt es einen Fundort, in Königshain bei Görlitz in der Oberlausitz. In Thüringen gibt es einen Fundort bei Gera.
In Österreich gibt es sechs Fundorte. Im Burgenland gibt es einen Fundort am Pauliberg bei Kobersdorf im Bezirk Oberpullendorf und einen in Kohfidisch im Bezirk Oberwart. In Kärnten gibt es einen Fundort in der Gemeinde St. Paul im Lavanttal im Bezirk Wolfsberg. Drei Fundorte gibt es in der Steiermark: Einer in Bad Gleichenberg, einer in Bad Radkersburg und einer in Graz.
In der Schweiz wurde bisher nur ein Fundort entdeckt, nämlich in Breno in der Gemeinde Alto Malcantone im Kreis Breno im Kanton Tessin.
Weitere Fundorte gibt es in Algerien, der Antarktis, Argentinien, Australien, Aserbaidschan, Bolivien, Brasilien, Chile, China, Costa Rica, Dänemark, Ecuador, Fidschi, Frankreich, Georgien, Griechenland, Island, Indien, im Indischen Ozean, Indonesien, Israel, Italien, Japan, Kanada, Kasachstan, Mexiko, Mosambik, Namibia, Neuseeland, Nigeria, im Pazifischen Ozean, Pakistan, Papua-Neuguinea, Peru, Polen, Portugal, Rumänien, Russland, Saint Lucia, der Slowakei, Spanien, Tunesien, der Türkei, Ungarn, der Ukraine, dem Vereinigten Königreich und den Vereinigten Staaten von Amerika.
Auch außerhalb der Erde konnte Cristobalit nachgewiesen werden. Zum einen fand er sich in Gesteinsproben vom Krater Gale auf dem Mars und zum anderen in verschiedenen Gesteinsproben auf dem Mond in der Nähe der Landestellen der Mondmissionen Apollo 11, Apollo 14, Apollo 16 und Apollo 17.

## Synthetische Herstellung
Cristobalit wird technisch aus reinem Quarzsand bei hohen Temperaturen hergestellt.

## Verwendung

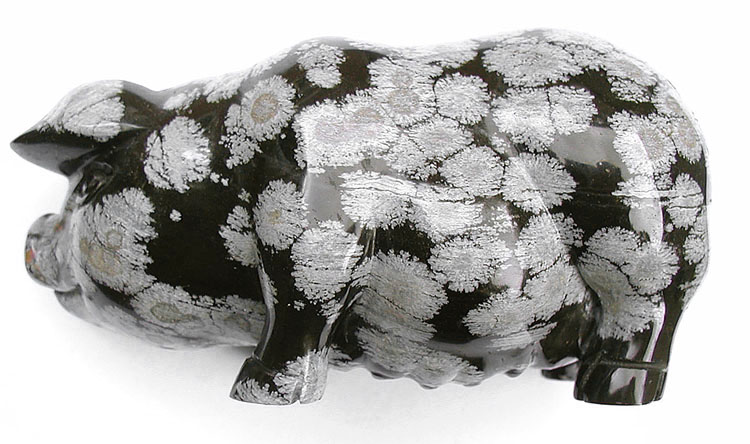
Verwendung als Schmuckstein: Schneeflockenobsidian

Cristobalit zeichnet sich durch seine hohe Weiße aus. Durch die starke Reflexion hat es als Pigment eine sehr hohe Farbsättigung. Es ist nicht so reinweiß wie Titandioxid (Titanweiß), jedoch weitaus leuchtkräftiger.
Es wird vor allem in verschiedenen Korngrößen als Pigment und Füllstoff verwendet, Feinmehle < 0,1 mm und Feinstmehle 8–12 µm in Farbmitteln, Grobmehle und Körnung für Wandputz. Cristobalitmehle finden weiterhin in Dentalkeramiken und Dichtstoffen Verwendung.
Obsidiane (vulkanisches Glas) mit eingeschlossenen Cristobalit-Kristallen finden häufig unter dem Handelsnamen Schneeflockenobsidian als Schmucksteine oder in Form kleiner Skulpturen Verwendung.

## Sicherheitshinweise
In der Schweiz wurde der MAK-Wert auf 0,15 mg·m−3 (gemessen als alveolengängiger Staub) festgelegt.